# Hafizullah Qadami
Hafizullah Qadami (nacido el 20 de febrero de 1985, en Kabul) es un futbolista afgano que actualmente juega en el club Kabul Bank FC. Qadami es considerado uno de los mejores futbolistas afganos de toda la historia.[cita requerida]

## Carrera
Ha estado en Kabul Bank FC desde que debutó en el fútbol, en el año 2003. 
Qadami forma parte de la selección de fútbol de Afganistán, la cual es el mayor goleador en la historia de la selección, con 4 goles y 25 apariciones. Sus logros más destacados fue anotar goles en la Copa Desafío de la AFC 2006 (2 goles contra China Taipéi), anotar un gol en la copa Asia del Sur 2005 contra Sri Lanka, encuentro el cual ganaron por 2-1, y haber marcado contra Sierra Leona sub-20 en la Copa Merdeka 2008.